# The Problem Solverz
A Problem Solverz (eredetileg: Neon Knome, magyar fordításban: Problémamegoldók)  amerikai televíziós rajzfilmsorozat, melyet Ben Jones alkotott és amelyet a Mirari Films és a Cartoon Network Studios közösen készít. Eddig 44 darab 11 perces rész készült belőle. A sorozat középpontjában Alfe, Roba és Horace áll, akik problémákat oldanak meg a városukban. A pilot epizód után az Adult Swimen sugározták volna, de végül átkerült a Cartoon Networkre. Az Egyesült Államokban a Cartoon Network mutatta be 2011. április 4-én amerikai idő szerint 20.45-kor, de a második évadot, amely már elérhető az iTuneson, Észak-Amerikában valószínűleg csak a Cartoon Network Kanada fogja sugározni. Magyarországon egyelőre még nem mutatták be.

## Szereplők
- Alfe
- Roba
- Horace
- Tux Dog
- K-999
- Sugarfish
- Katrina Rad
- Rusty Pedals
- D-O-G
- Mr. Duck-Duck
- Thaz

## Epizódok
| Bemutató dátuma | #  | Magyar cím              | Angol cím                                |
| --------------- | -- | ----------------------- | ---------------------------------------- |
|                 |    |                         |                                          |
| KÍSÉRLETI RÉSZ  |    |                         |                                          |
|                 |    |                         |                                          |
|                 | E1 |                         | Alfe                                     |
|                 |    |                         |                                          |
| PRÓBARÉSZ       |    |                         |                                          |
|                 |    |                         |                                          |
|                 | P1 |                         | Neon Knome                               |
|                 |    |                         |                                          |
| ELSŐ ÉVAD       |    |                         |                                          |
|                 |    |                         |                                          |
|                 | 01 |                         | Time Twister                             |
|                 | 01 | Videogamez              |                                          |
|                 |    |                         |                                          |
|                 | 02 |                         | K-999 and Da Little Explorerz            |
|                 | 02 | Awesome Banditz         |                                          |
|                 |    |                         |                                          |
|                 | 03 |                         | Funny Facez                              |
|                 | 03 | Hide and Seek Ninjaz    |                                          |
|                 |    |                         |                                          |
|                 | 04 |                         | The Mayan Ice Cream Caper                |
|                 | 04 | Badcat                  |                                          |
|                 |    |                         |                                          |
|                 | 05 |                         | Fauxboro                                 |
|                 | 05 | Magic Clock             |                                          |
|                 |    |                         |                                          |
|                 | 06 |                         | Breakfast Wars                           |
|                 | 06 | Zoo Cops                |                                          |
|                 |    |                         |                                          |
|                 | 07 |                         | Hamburger Cavez                          |
|                 | 07 | Puffy Puppiez           |                                          |
|                 |    |                         |                                          |
|                 | 08 |                         | Glam-Vampire Hunterz                     |
|                 | 08 | Problem Solverz Academy |                                          |
|                 |    |                         |                                          |
|                 | 09 |                         | Mermaid Raid                             |
|                 | 09 | Tux Dog's Island        |                                          |
|                 |    |                         |                                          |
| MÁSODIK ÉVAD    |    |                         |                                          |
|                 |    |                         |                                          |
|                 | 10 |                         | Making of The Problem Solverz Video Game |
|                 | 10 | Alfe Is Da Boss         |                                          |
|                 |    |                         |                                          |
|                 | 11 |                         | Roba Has Dreadlocks                      |
|                 | 11 | Alfe Has a Baby         |                                          |
|                 |    |                         |                                          |
|                 | 12 |                         | Zazz Boyz Are Zazzing It Up              |
|                 | 12 | Yogurt Nights           |                                          |
|                 |    |                         |                                          |
|                 | 13 |                         | Super Close TV Watching                  |
|                 | 13 | Alfe's Gonna Run Away   |                                          |